# Sergio Bravo (futbolista)
Sergio Bravo Martínez (Ciudad de México, 27 de noviembre de 1927-9 de abril de 1997) fue un futbolista mexicano que jugó en la selección de fútbol de México en la Copa Mundial de Fútbol de 1954.

## Trayectoria profesional
Bravo era un defensa central que jugó en el Real Club España,  en el Club León, y en el Tigres UANL.
Logró en el Club León los títulos de las temporadas 1951-1952 (el tercero del club) y 1955-1956 (el cuarto del club), junto con la supercopa de ese mismo año.
Con la selección nacional mexicana logró el título de la Confederación Norteamericana de Fútbol de 1947.
Se retiró en enero de 1964. Un cronista de la época lo calificó como «uno de los más recios defensas centrales de todo el país».